# De Grote Beurt
De Grote Beurt was een televisieprogramma op Veronica, waarin wekelijks twee auto's worden getransformeerd van afgedankte bolides tot mooie, stoere wagens. De vaak saaie auto's worden voorzien van een make-over van het uiterlijk. Motorisch wordt er niets aan de auto gedaan. Het programma was ruim een jaar eerder op de televisie dan het Amerikaanse programma Pimp My Ride.
De auto's zijn eigendom van mensen die door vrienden, familie of collega's zijn opgegeven. De nietsvermoedende eigenaar wordt overvallen door presentatrice Suzanne de Jong. De eigenaar komt er zelf niet aan toe of beschikt niet over de middelen om de auto op te knappen, maar heeft wel een speciale band met het voertuig. De onthulling van de 'verbouwde' auto roept dan ook de nodige emoties op.

## Trivia
Op 2 december 2006 kwam het programma kort in het nieuws. Een aantal gemaskerde mannen sloeg de ruiten in van het huis van een Goede tijden, slechte tijden-acteur. Hierop belden vele omwonenden de politie, die vrijwel direct ter plaatse was. Het bleek dat er opnamen werden gemaakt voor het programma.